# 王遵 (楽浪太守)
王 遵（おう じゅん、生没年不詳）は、新代から後漢時代にかけての武将。
漢の帝位を王莽が簒奪して建国された新は、結局、匈奴の征討に失敗して国力を疲弊させてしまう。各地で反乱が相次ぐなか、王莽が殺されて新は滅亡する。このころ、漢の楽浪郡では、混乱に乗じて自立を図る漢人が現れ、楽浪郡の王調は、楽浪太守の劉憲を殺害して、自ら「大将軍楽浪太守」と称した。漢を再興したばかりの光武帝は、30年6月に王遵を楽浪太守に任命し、王調を討伐させた。王遵が楽浪郡に到着すると、郡三老の王閎と郡決曹史の楊邑らによって王調は殺害されていた。
32年、高句麗の大武神王は使節を漢に後漢に遣わして朝貢し、これにより、光武帝は、新によって「侯」に格下げされていた高句麗の君主の称号を、「王」に戻した。おそらく、高句麗の大武神王にも出陣の命令がくだっていたとみられる。大武神王は、32年4月、王子の高好童に楽浪郡の有力者であった崔理の娘を迎えると、油断した崔理を急襲して滅ぼした。